# Claudio Sulser
Claudio Sulser   (Lugano, 8 d'octubre de 1955) és un exfutbolista suís de la dècada de 1980.
Fou 49 cops internacional amb la selecció suïssa.
Pel que fa a clubs, defensà els colors de FC Mendrisio-Stabio, FC Vevey Sports 05, Grasshoppers Zürich i FC Lugano.

## Palmarès
Grasshoppers Zürich
- Lliga suïssa de futbol: 1977-78, 1981-82, 1982-83, 1983-84
- Copa suïssa de futbol: 1982-83